# Đội tuyển Fed Cup Philippines
Đội tuyển Fed Cup Philippines đại diện Philippines ở giải đấu Fed Cup, được quản lý bởi Hiệp hội Quần vợt Philippines.

## Lịch sử
Philippines tham dự kì Fed Cup đầu tiên vào năm 1974.  Thành tích tốt nhất của đội là vào đến vòng 16 đội năm 1982. Đội bóng được lên kế hoạch sẽ thi đấu năm ở Fed Cup 1979, với trận đấu đầu tiên trước Hoa Kỳ ở vòng một nhưng phải bỏ giải vì "lý do quản lý ". Philippines thi đấu ở Nhóm II khu vực châu Á/châu Đại Dương tại Fed Cup 2011.

## Đội hình hiện tại (2017)
- Katharina Lehnert
- Anna Clarice Patrimonio
- Khim Iglupas
- Czarina-Mae Arevalo